# 이가타 조
이가타 조(일본어: 伊形 城, 1996년 6월 12일 ~ )는 일본의 리포터이자 탤런트이다. 도쿄도 출신이며, 스타더스트 프로모션 소속이다.